# Astra Biltauere
Astra Iekabovna Biltauere (russe : Астра Екабовна Билтауэр), née le 9 octobre 1944 à Riga (RSS de Lettonie), est une ancienne joueuse soviétique puis lettone de volley-ball.
Elle est médaillée d'argent aux Jeux de 1964.

## Carrière
Elle fait ses études au Lycée n°19 de Riga.
Astra Biltauere fait partie de l'équipe soviétique qui remporte la médaille d'argent du tournoi féminin de volley-ball aux Jeux olympiques de 1964.
De 1962 à 1973, elle est membre de l'équipe Aurora Riga.

## Palmarès

### Équipe nationale
- Jeux olympiques
  -  1964 à Tokyo.